# Wolfgang Wolf (Rennfahrer)
Wolfgang Wolf ist ein ehemaliger deutscher Automobilrennfahrer.

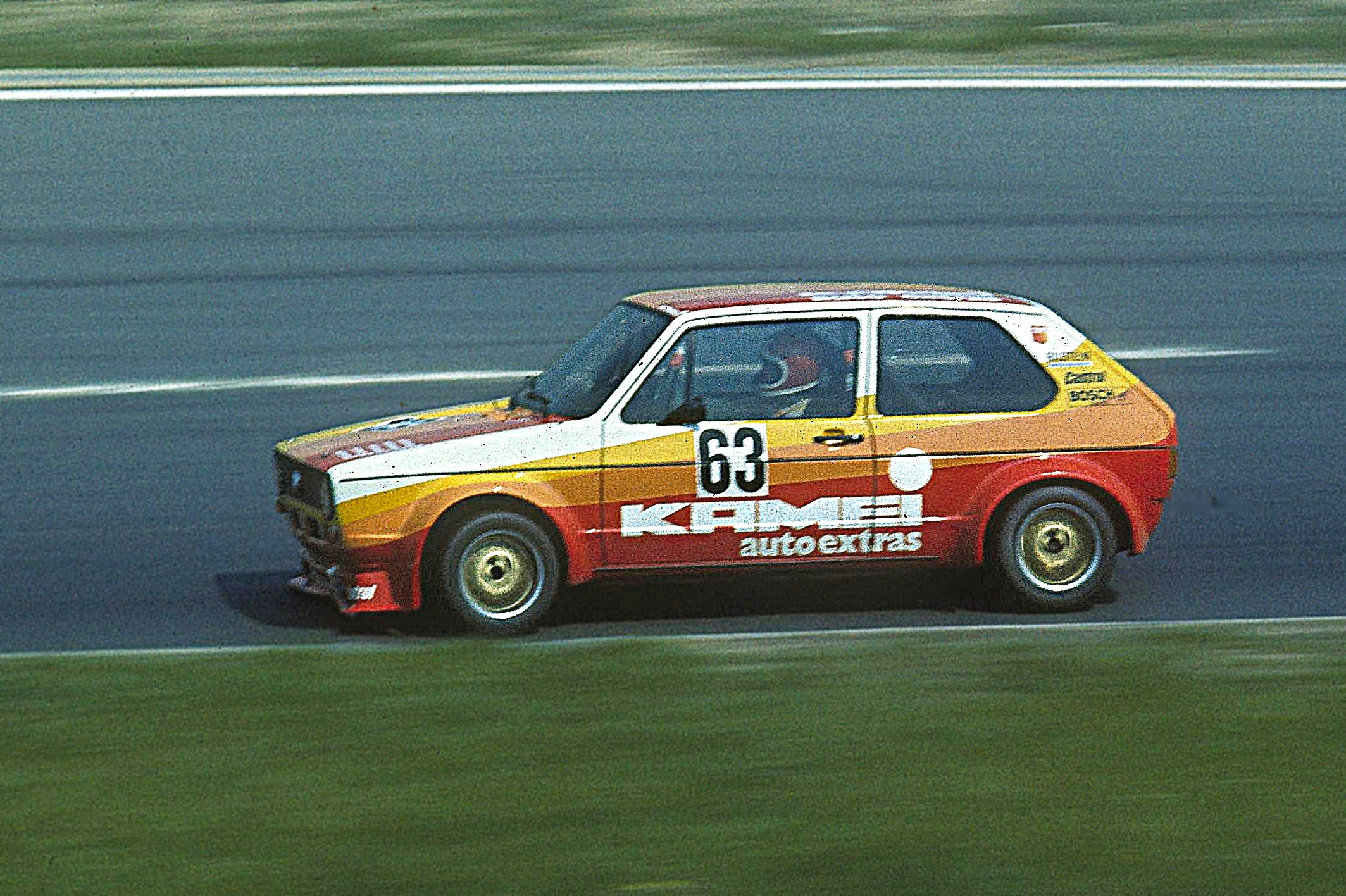
VW Golf von Renneisen/Wolf beim 1000-km-Rennen 1977 auf dem Nürburgring

## Karriere
Wolfgang Wolf ist Gärtnermeister aus Marburg. Seine Motorsportkarriere begann 1970 im Tourenwagensport. In dem und im folgenden Jahr startete er mit einem Opel Kadett bei einer Rennveranstaltung für Opel-Fahrzeuge auf dem Nürburgring. Beim Rennen 1971 kam er auf Platz eins der Gruppe T1.15.
1975 startete er zusammen mit Willi Bergmeister in einem NSU 1200 TT in der 1. Division der Tourenwagen-Europameisterschaft (ETCC) beim 6-Stunden-Rennen auf dem Nürburgring und erreichte den vierten Platz. 1977 fuhr er mit Paul Wunsch einen VW Scirocco nochmals beim Großen Preis der Tourenwagen in der ETCC – konnte das Rennen jedoch nicht beenden. Ein Jahr später fuhr er mit Manfred Mohr mit einem Alfa Romeo Alfasud Sprint in der 1. Division beim ETCC-Rennen in Zolder auf den vierten Rang. 1980 startete er zusammen mit Fred Rosterg in einen Audi 80 GTE bei drei Läufen in der 2. Division der ETCC. Beim Großen Preis der Tourenwagen auf dem Nürburgring erreichten beide den 13. Platz.
Von 1976 bis 1981 ging er in der 2. Division der Deutschen Rennsport-Meisterschaft (DRM) an den Start.
Im ersten Jahr fuhr er für das Team Spiess-Tuning mit einem VW Scirocco und erreichte beim Rennen in Kassel-Calden einen zweiten Rang. 1977 fuhr er einen Fiat X1/9 und 1978 startete er mit einem Ford Escort II RS von Zakspeed und einen BMW 320 von BMW-Faltz-Essen in der Rennserie. Beim Rennen in Mainz-Finthen 1978 fuhr er nochmals auf einen zweiten Platz. In dem Jahr erreichte er mit dem 15. Rang sein bestes DRM-Gesamtergebnis in seiner Karriere. 1979 und 1980 fuhr er jeweils nur ein Rennen in der DRM und fuhr dort in die Top-Ten-Ränge. 1981 bestritt er wieder eine komplette Saison auf einem Audi 80 Coupé GT 5S für Kilian-Tuning und wurde am Ende 18. in der Jahreswertung.
Mit Änderung des DRM-Reglements wechselte Wolf in die Division 2 der Deutschen Automobil-Rennsport-Trophäe und ging dort 1982 und 1983 mit dem Audi 80 Coupé GT 5S an den Start. Dort platzierte er sich in drei Rennen auf den dritten Rang.
Wolfgang Wolf startete zwischen 1977 und 1979 bei einigen Langstreckenrennen in der Sportwagen-Weltmeisterschaft. Beim 1000-km-Rennen auf dem Nürburgring 1977 erreichten er und Bernd Renneisen mit einem VW Golf den 30. Platz. Ein Jahr später mussten er und Klaus Breitenbach das Rennen auf dem Nürburgring nach 21 Runden aufgeben. Beim 6-Stunden-Rennen von Misano belegte er zusammen mit Dieter Quester auf einem Gruppe-5-BMW 320 den fünften Platz. Sein letztes WM-Rennen fuhr er 1979 auf dem Nürburgring, in dem er und Heinz Gilges nach 15 Runden ausfielen.
Er bestritt in seiner Fahrerlaufbahn ein 24-Stunden-Rennen 1978 in Spa-Francorchamps. In diesem Nicht-Meisterschaftsrennen belegte er und seine Fahrer-Kollegen des Teams KWS Euro-Motor den Gruppensieg der Gruppe 1 2.5 und den sechsten Rang in der Gesamtwertung.
Wolfgang Wolf trat von 1986 bis 1989 im Porsche 944 Turbo Cup an. Dort erzielte er 1988 mit dem vierten Rang seine beste Platzierung in dieser Markenmeisterschaft. Danach beendete er seine aktive Motorsportkarriere.

## Privates
Wolfgang Wolf ist verheiratet. Das Ehepaar Wolf hat eine Tochter und hatte einen Sohn, der 1997 bei einer Testfahrt zum Porsche Carrera Cup in Colmar im Alter von 18 Jahren tödlich verunglückte. 1999 verkaufte Wolf seine Gärtnerei und zog mit seiner Frau nach Altea in Spanien, kehrte aber nach einiger Zeit nach Deutschland zurück und ließ sich in Gisselberg nieder.

## Statistik

### 1000-km-Rennen auf dem Nürburgring–Ergebnisse
| Jahr | Team              | Fahrzeug    | Teamkollege       | Platzierung | Ausfallgrund |
| ---- | ----------------- | ----------- | ----------------- | ----------- | ------------ |
| 1977 | Kamei-Autoextras  | VW Golf     | Bernd Renneisen   | Rang 30     |              |
| 1978 | Klaus Breitenbach | VW Scirocco | Klaus Breitenbach | Ausfall     | unbekannt    |
| 1979 | Kilian Tuning     | Audi 80     | Heinz Gilges      | Ausfall     | unbekannt    |

### Einzelergebnisse in der Sportwagen-Weltmeisterschaft
| Saison | Team                        | Rennwagen           | 1   | 2   | 3   | 4   | 5   | 6   | 7   | 8   | 9   | 10  | 11  | 12  | 13  | 14  | 15  | 16  | 17  |
| ------ | --------------------------- | ------------------- | --- | --- | --- | --- | --- | --- | --- | --- | --- | --- | --- | --- | --- | --- | --- | --- | --- |
| 1977   | Kamei                       | VW Golf             | DAY | MUG | DIJ | MON | SIL | NÜR | VAL | PER | WAT | EST | LEC | MOS | IMO | SAL | BRH | HOK | VAL |
| 1977   | Kamei                       | VW Golf             |     |     |     |     |     | 30  |     |     |     |     |     |     |     |     |     | DNF |     |
| 1978   | Klaus Breitenbach BMW Faltz | VW Scirocco BMW 320 | DAY | SEB | MUG | TAL | DIJ | SIL | NÜR | LEM | MIS | DAY | WAT | VAL | ROD |     |     |     |     |
| 1978   | Klaus Breitenbach BMW Faltz | VW Scirocco BMW 320 |     |     |     |     |     |     | DNF |     | 5   |     |     |     |     |     |     |     |     |
| 1979   | Kilian Tuning               | Audi 80             | DAY | SEB | MUG | TAL | DIJ | RIV | SIL | NÜR | LEM | PER | DAY | WAT | SPA | BRH | ROA | VAL | ELS |
| 1979   | Kilian Tuning               | Audi 80             |     |     |     |     | DNF |     |     |     |     |     |     |     |     |     |     |     |     |